# La Chapelle-Saint-Aubert
 La Chapelle-Saint-Aubert  es una población y comuna francesa, situada en la región de Bretaña, departamento de Ille y Vilaine, en el distrito de Fougères y cantón de Saint-Aubin-du-Cormier.

## Demografía
| 379 | 399 | 352 | 377 | 387 | 359 |
| Para los censos de 1962 a 1999 la población legal corresponde a la población sin duplicidades (Fuente: INSEE [Consultar]) |     |     |     |     |     |